# Ciclofosfamidă
Ciclofosfamida (cu denumirea comercială Endoxan) este un medicament chimioterapic și imunosupresiv.
Este utilizat în tratamentul limfomului, mielomului multiplu, leucemiei, cancerului ovarian, cancerului de sân, cancerului pulmonar cu celule mici și sarcomului. Ca imunosupresor, este utilizat în tratamentul sindromului nefrotic și după transplant de organ. Căile de administrare sunt oral și intravenos.
Se află pe lista medicamentelor esențiale ale Organizației Mondiale a Sănătății. Din punct de vedere structural, este un derivat de azot-iperită și face parte din categoria agenților alchilanți.